# Třída Minotaur (1943)
Třída Minotaur (jinak též třída Swiftsure) byla třída lehkých křižníků britského královského námořnictva, přijatých do služby v letech 1944–1945. Třídu tvořily tři jednotky, konstrukčně úzce navazující na předcházející třídu Crown Colony. První dva postavené křižníky se účastnily druhé světové války, vzhledem k době jejich zařazení do služby už ale hrály spíše okrajovou roli. Vyřazeny byly na počátku 60. let. Jediným zahraničním uživatelem třídy byla Kanada.

## Stavba
Trojice postavených křižníků byla do služby zařazena v letech 1944–1945. Plavidla dostala jména HMCS Ontario (rozestavěn jako HMS Minotaur), HMS Swiftsure a HMS Superb. Další dva křižníky nebyly vůbec dokončeny a tři čekaly na dostavbu v podobě třídy Tiger až do konce 50. let.
Jednotky třídy Minotaur:
| Jméno                 | Loděnice                 | Založení kýlu      | Spuštění na vodu  | Přijetí do služby  | Status                |
| --------------------- | ------------------------ | ------------------ | ----------------- | ------------------ | --------------------- |
| Ontario (ex Minotaur) | Harland & Wolff          | 20. listopadu 1941 | 29. července 1943 | 25. května 1945    | Prodán do šrotu 1960. |
| Swiftsure             | Vickers-Armstrongs, Tyne | 22. září 1941      | 4. února 1943     | 22. června 1944    | Prodán do šrotu 1962. |
| Superb                | Swan Hunter              | 23. června 1942    | 31. srpna 1943    | 16. listopadu 1945 | Prodán do šrotu 1960. |

## Konstrukce

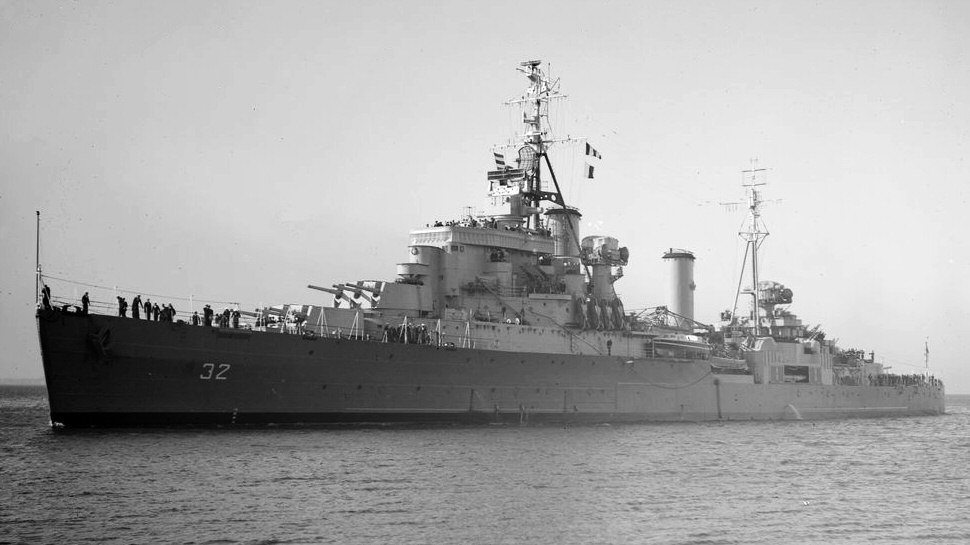
HMCS Ontario

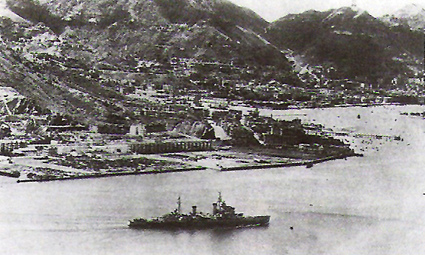
HMS Switsure v Hongkongu

Lehká výzbroj jednotlivých plavidel se lišila a během války byla zesilována, aby mohly křižníky lépe odolávat útokům letadel. Například Superb do služby vstupoval s výzbrojí tvořenou devíti 152mm kanóny ve třech dělových věžích, deseti 102mm kanóny ve dvoudělových věžích, dvaceti šesti 40mm kanóny, šesti 20mm kanóny a dvěma trojnásobnými 533mm torpédomety. Pohonný systém tvořila čtyři turbínová soustrojí a čtyři tříbubnové kotle. Nejvyšší rychlost dosahovala 32 uzlů.

## Operační služba
První dvě jednotky byly omezeně nasazeny v závěrečné fázi druhé světové války.

## Zahraniční uživatelé
Kanadské královské námořnictvo v letech 1945–1959 provozovalo křižník HMCS Ontario (ex-Minotaur), předaný během stavby Kanadě.